# Stevenia atramentaria
Stevenia atramentaria är en tvåvingeart som först beskrevs av Johann Wilhelm Meigen 1824.  Stevenia atramentaria ingår i släktet Stevenia och familjen gråsuggeflugor. Arten är reproducerande i Sverige. Inga underarter finns listade i Catalogue of Life.